# Sepia (Fotografie)

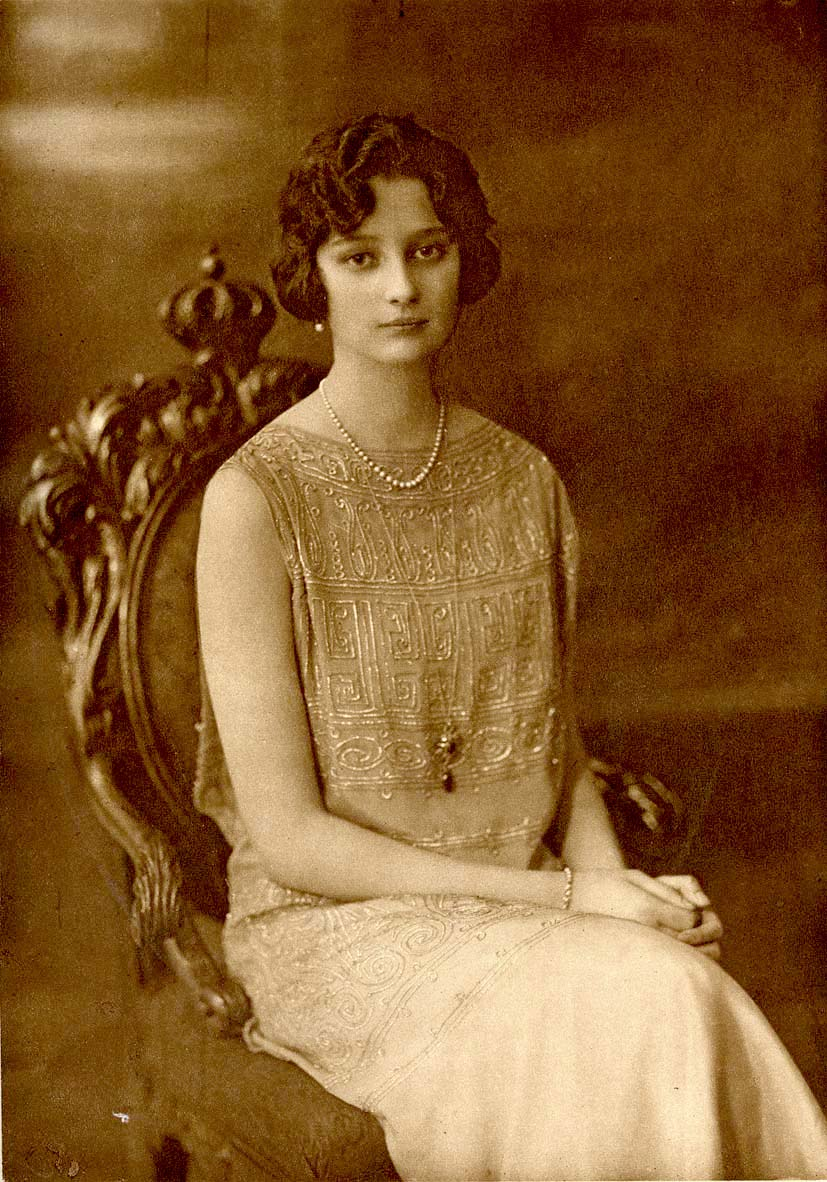
Foto von 1926 mit Sepia-Färbung

Fotografien mit der Eigenschaft sepia sind über die gesamte Bildfläche in der gelblich-bräunlichen Farbe Sepia gehalten und haben einen reduzierten Farbumfang. Sepia-Fotografien entstehen auf verschiedene Arten:
- Bei alten fotografischen Abzügen wird der Schwarz-Anteil durch UV-Strahlung bräunlich und das Weiß auf dem Papier mit der Zeit gelblich-cremig.
- Bei Schwarzweiß-Abzügen können durch bestimmte chemische Färbebäder, beispielsweise auf Basis von Thioharnstoff und Natriumhydroxid, Sepiatönungen erzeugt werden.[1][2] Eine Tönung ist ebenfalls mit Schwarztee möglich.
- Heutzutage ist  bei Digitalkameras normalerweise ein entsprechender Modus vorhanden. Viele Bildbearbeitungsprogramme ermöglichen ebenfalls, diesen Effekt im Nachhinein anzuwenden.
- Bei gedruckten Bildern, z. B. im Offset-Druck, kann ein guter Sepia-Effekt erzielt werden, indem ein Schwarzweißbild zusätzlich mit einer Schmuckfarbe gedruckt wird, dem sogenannten Duplexdruck.

## Beispiel
Im Folgenden ist das gleiche Digitalbild in Vollfarben, ausgebleicht, mit Sepia-Effekt und in Graustufen zu sehen:

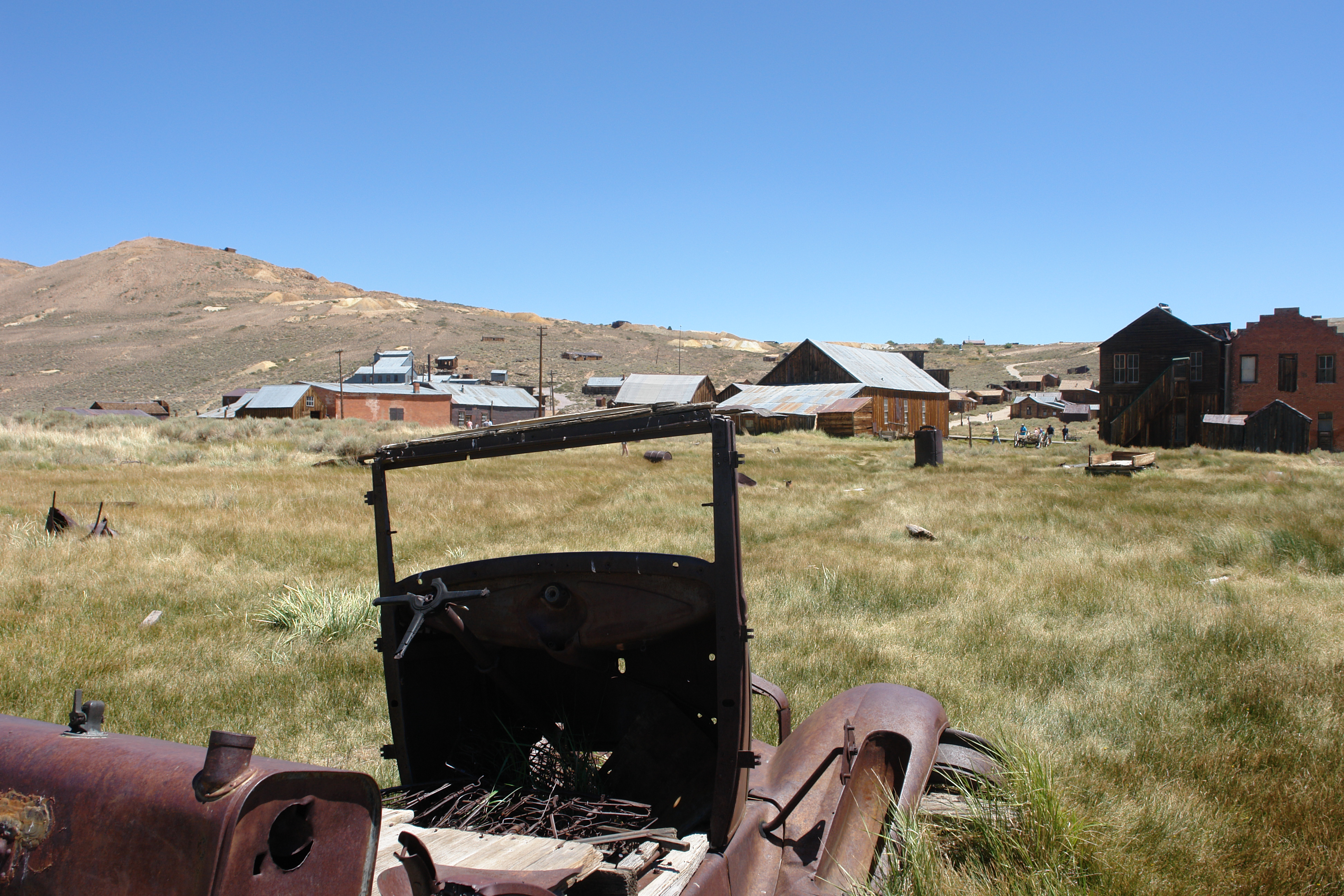
Farbfoto
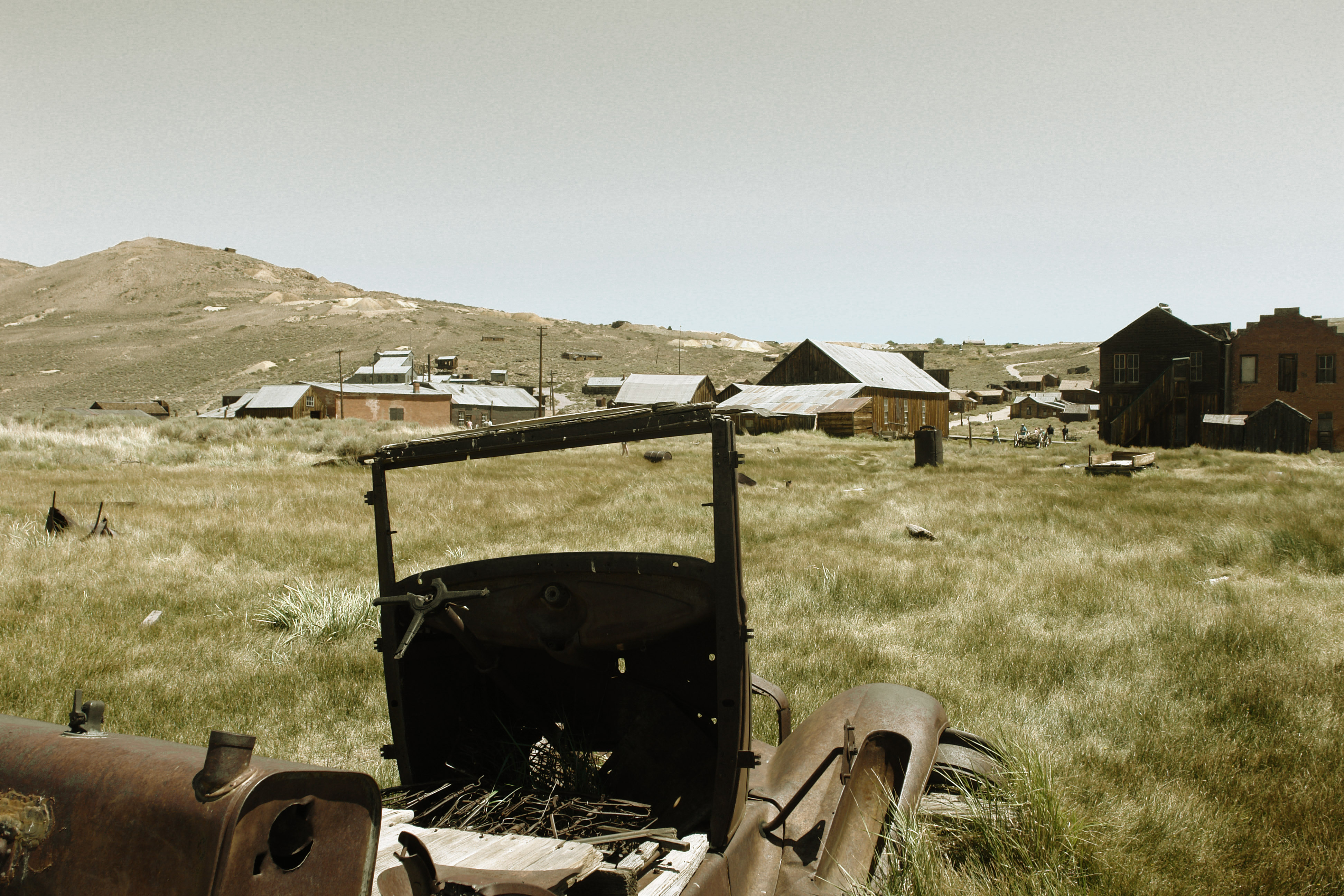
Ausgebleicht
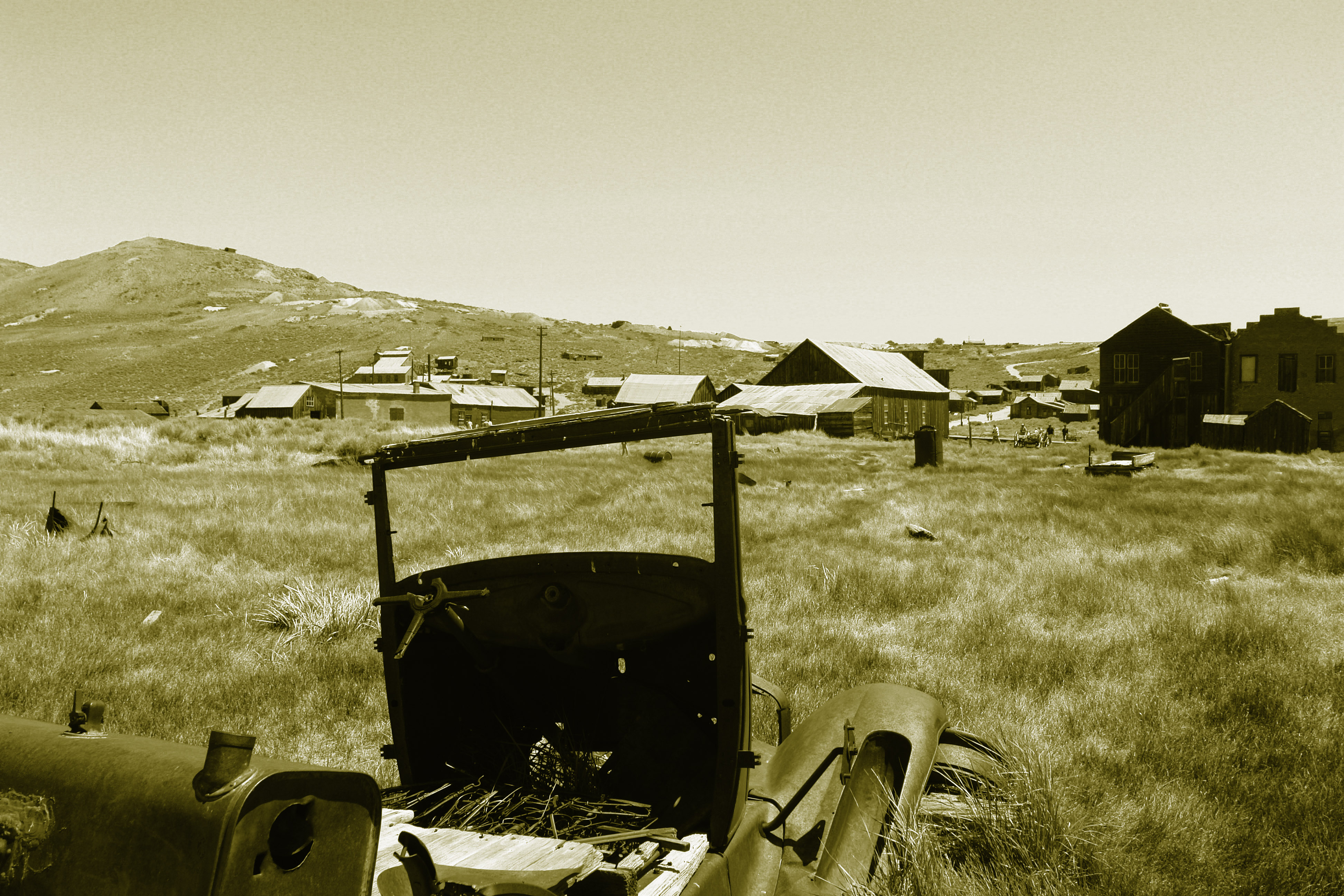
Sepia-Effekt
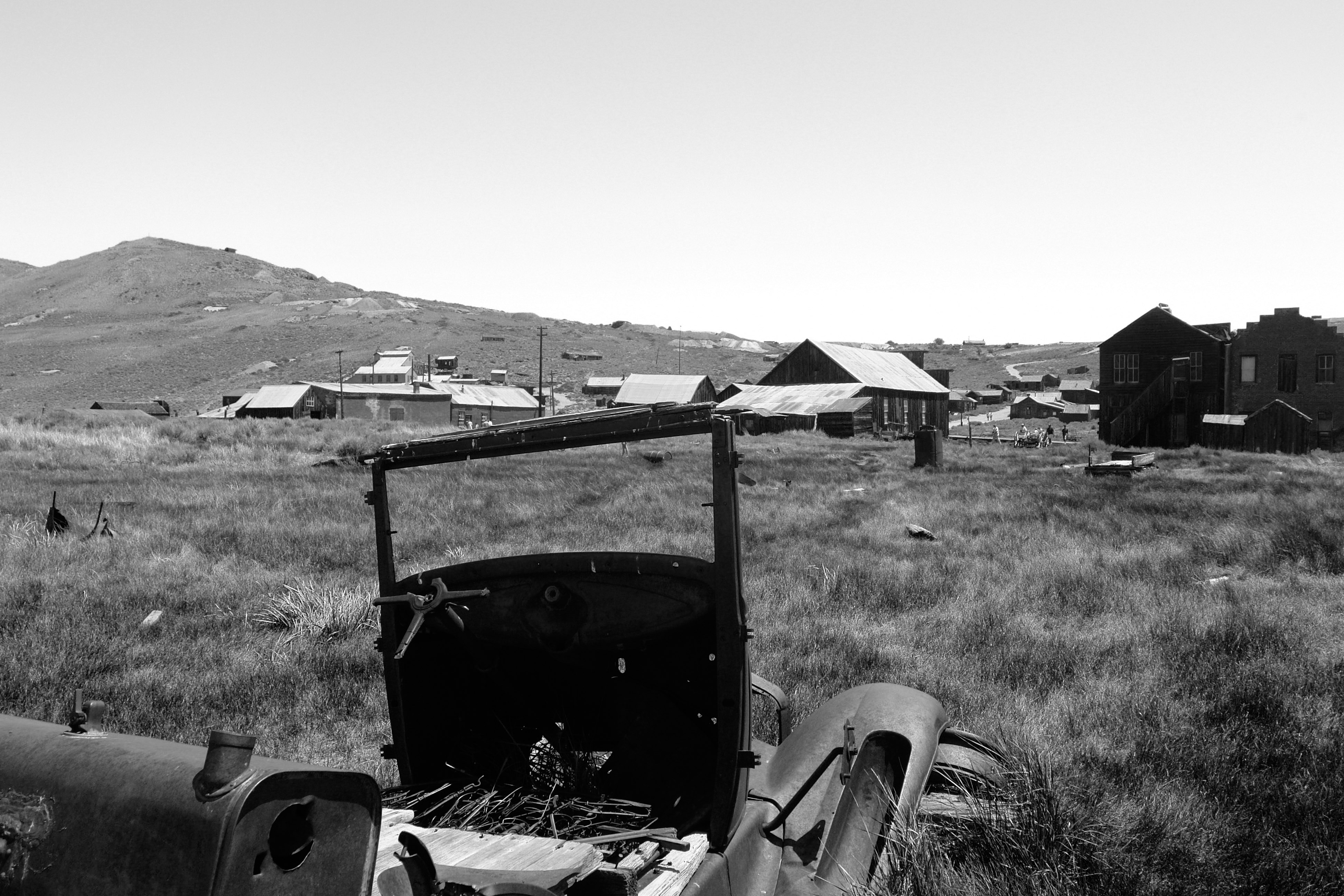
Graustufen

## Künstliche Erzeugung des Sepia-Effekts
In der digitalen Bildbearbeitung kann durch einfache Umwandlung der Rot-, Grün- und Blau-Anteile eines einzelnen Pixels ein Sepia-Effekt erzeugt werden:
```
R = R * 0.393 + G * 0.769 + B * 0.189
G = R * 0.349 + G * 0.686 + B * 0.168
B = R * 0.272 + G * 0.534 + B * 0.131
```